# Scary Kids Scaring Kids
Gli Scary Kids Scaring Kids sono un gruppo musicale statunitense formatosi nel 2002 a Gilbert, Arizona, e scioltosi nel 2010. Nel 2020 la band si è riunita per una serie di spettacoli dal vivo, senza pubblicare musica inedita.

## Storia del gruppo
Il gruppo viene formato dal cantante e bassista Tyson Stevens, dai chitarristi Chad Crawford e DJ Wilson e dal batterista Derek Smith quando ancora andavano a scuola, e dopo l'entrata nella formazione del tastierista Pouyan Afkari insieme al produttore Bob Hoag registrano il loro primo EP After Dark, pubblicato indipendentemente nel giugno 2003. Dopo l'entrata nella formazione di un nuovo chitarrista, Steve Kirby, Wilson passa al basso così che Stevens si focalizzi sulle sole parti vocali e sui testi.
Dopo aver firmato un contratto discografico con l'Immortal Records ripubblicano After Dark e registrano in 5 settimane, sotto la supervisione del produttore Brian McTernan, il loro primo album, The City Sleeps in Flames, pubblicato nell'estate 2005. Partecipano quindi al Warped Tour sia nel 2005 che nel 2006, e con il nuovo batterista Justin Salter intanto subentrato a Peter Costa registrano un nuovo album di inediti, omonimo, prodotto da Don Gilmore e sempre distribuito dall'Immortal. Dopo un'altra partecipazione al Warped Tour del 2009, durante il quale il cantante Tyson Stevens viene momentaneamente sostituito da Craig Mabbitt (Escape the Fate), Brandon Bolmer (Chiodos) e Cove Reber (Saosin), il gruppo inizia a lavorare alle registrazione di un terzo album, questa volta per la RCA Records. Tuttavia il disco non viene mai completato, poiché nel novembre 2009 il tastierista Pouyan Afkary annuncia lo scioglimento ufficiale del gruppo. Gli Scary Kids Scaring Kids si esibiscono l'ultima volta insieme durante un tour d'addio a inizio 2010.
Il 21 ottobre 2014 il corpo di Tyson Stevens, entrato a far parte di una nuova band durante quell'anno, viene ritrovato senza vita dalla sua fidanzata nella sua abitazione a Tucson. Morto all'età di 29 anni, le cause del decesso sono state attribuite dalla fidanzata e dalla madre alla dipendenza da alcol ed eroina che affliggeva da anni l'artista.
Nel 2020 il gruppo torna in un tour nel mese di gennaio: le successive date vengono posticipate per via della pandemia da COVID-19.

## Formazione

### Formazione attuale
- Peter Costa – batteria, percussioni (2002-2005; 2020 - in attività)
- Chad Crawford – chitarra, cori (2002-2010; 2020 - in attività)
- Pouyan Afkary – tastiera, cori (2002-2010)
- Cover Reber - voce (2009 solo tour; 2020 - in attività)

### Ex componenti
- Justin Salter – batteria, percussioni (2006-2007)
- Tanner Wayne – batteria, percussioni (2009)
- Tyson Stevens – voce (2002-2010)
- Steve Kirby – chitarra (2004-2010)
- Derek Smith – batteria, percussioni (2009-2010)
- DJ Wilson – basso, cori (2002-2010)

## Discografia

### Album in studio
- 2005 – The City Sleeps in Flames
- 2007 – Scary Kids Scaring Kids

### EP
- 2003 – After Dark